# Kepler-186f
Kepler-186f — екзопланета, розташована в планетній системі червоного карлика Kepler-186 , в сузір'ї Лебедя на відстані 492 світлових років від Землі. Це перша планета з радіусом, близьким до земного, виявлена в населеній зоні іншої зорі. Планета виявлена за допомогою космічного телескопа «Кеплер» транзитним методом разом з чотирма іншими планетами, що обертаються набагато ближче до зорі (кожна дещо більше Землі). Для виявлення сигналу планети знадобився аналіз даних за три роки. Результати були первісно представлені на конференції 19 березня 2014 і тоді ж деякі подробиці були оприлюднені в пресі.
Про відкриття було оголошено 17 квітня 2014 року.

## Попередні назви
Під час спостережень телескопа Kepler знайдена система спершу була внесена до каталогу вхідних даних Kepler, а потім перейшла до статусу кандидата на планетну систему, отримавши позначення Kepler Object of Interest (KOI). Планета Kepler-186f згадувалася під позначенням KOI-571-05 або KOI-571.05 у 2013 році в різноманітних дискусіях і наукових публікаціях, до її остаточного підтвердження.

## Фізичні характеристики
Єдина фізична характеристика, яку можна прямо визначити зі спостережень (окрім орбітальних параметрів), — це розмір планети відносно її центральної зорі. Цей показник визначається на основі ступеня зменшення світла зорі під час транзиту. Згідно з оцінками, співвідношення становить 0,021, що відповідає радіусу планети, який в 1,17 ± 0,08 разів більше за земний. Таким чином, радіус планети перевищує земний приблизно на 11% (від 4,5% до 26,5%), а її об’єм виявляється приблизно в 1,37 раза більшим за об’єм Землі (у межах від 0,87 до 2,03 раза).
Щільна воднево-гелієва атмосфера вважається малоймовірною для планет з радіусами до півтора земного. Червоні карлики, до яких належить зоря планети, випромінюють сильний потік високоенергетичного ультрафіолетового випромінювання на ранніх стадіях існування зорі. Планета могла втратити первинну атмосферу під впливом цього випромінювання, зокрема значну частину водню і гелію шляхом термальної диссипации атмосфери.
Маса може варіюватися від 0,32 M 🜨 для чистого складу вода/лід до 3,77 земної маси для складу, повністю збагаченого залізом (обидва крайні варіанти малоймовірні). Склад об'єкта, що має радіус 1,11 радіуса Землі, буде подібний до земного (тобто 1/3 заліза і 2/3 силікатної породи), дає масу 1,44 M 🜨. 
Орієнтовна рівноважна температура Kepler-186f, яка є температурою поверхні без атмосфери, становить приблизно 188 K (−85 °C), що трохи нижче рівноважної температури Марса.

## Орбіта

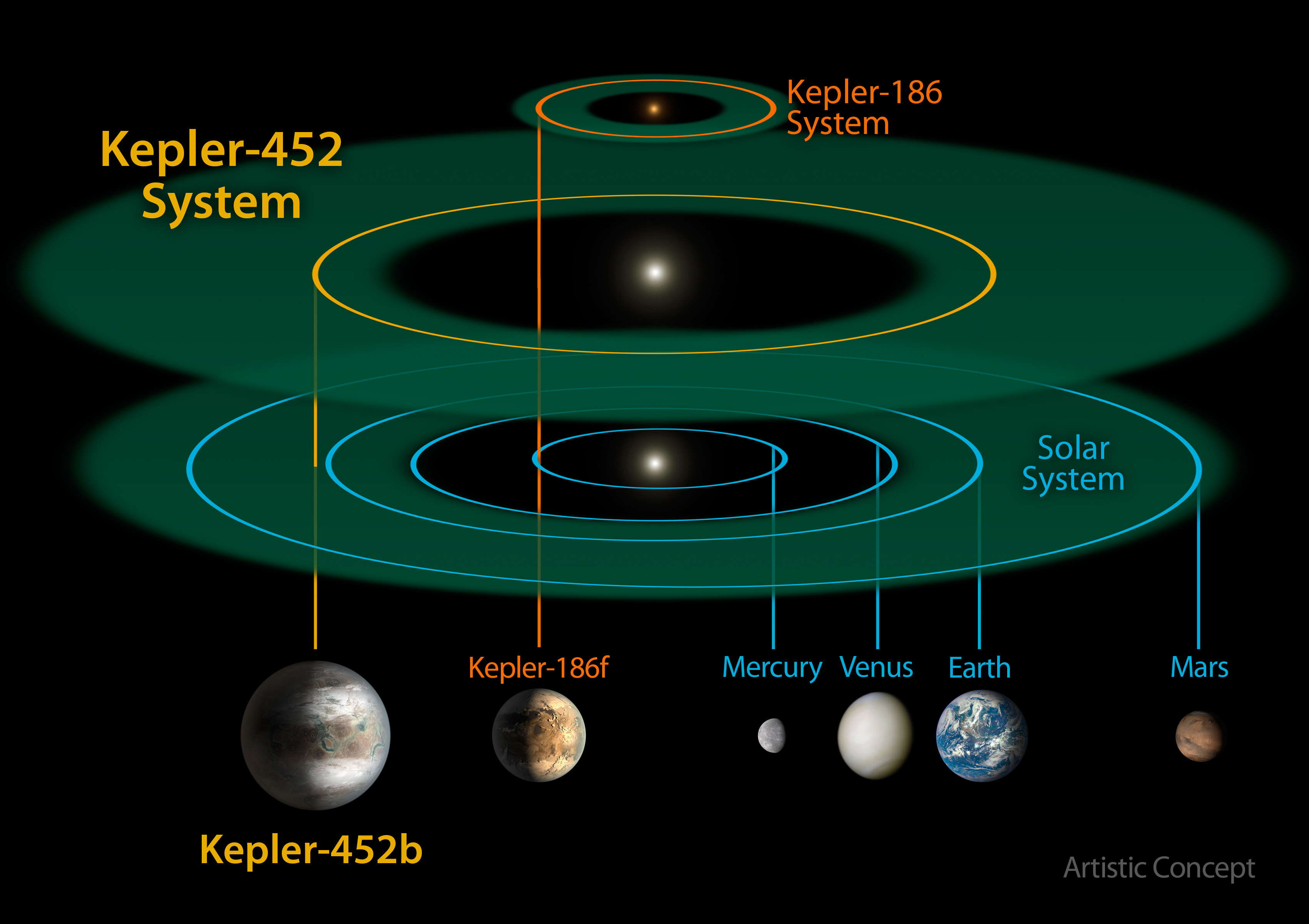
Система зорі Kepler 186

Kepler-186 f здійснює один оберт у 129,9 днів навколо своєї зірки, світність якої дорівнює лише 4 % світності Сонця. Велика піввісь орбіти планети становить 0,393 а. о. (для порівняння, у Меркурія це значення дорівнює 0,387). Жила зона цієї планетної системи, за суворою оцінкою, знаходиться на відстані від зорі, якій відповідало б від 88 % до 25 % земної освітленості (від 0,22 а.о. до 0,4 а. о.). Kepler-186 f  має освітленість 32 %, перебуваючи тим самим безумовно всередині жилої зони, хоча ближче до зовнішнього її краю, аналогічно положенню Марса в Сонячній системі. Потік випромінювання, одержуваний Kepler-186 f, аналогічний потоку  Глізе 581 d.

## Материнська зоря

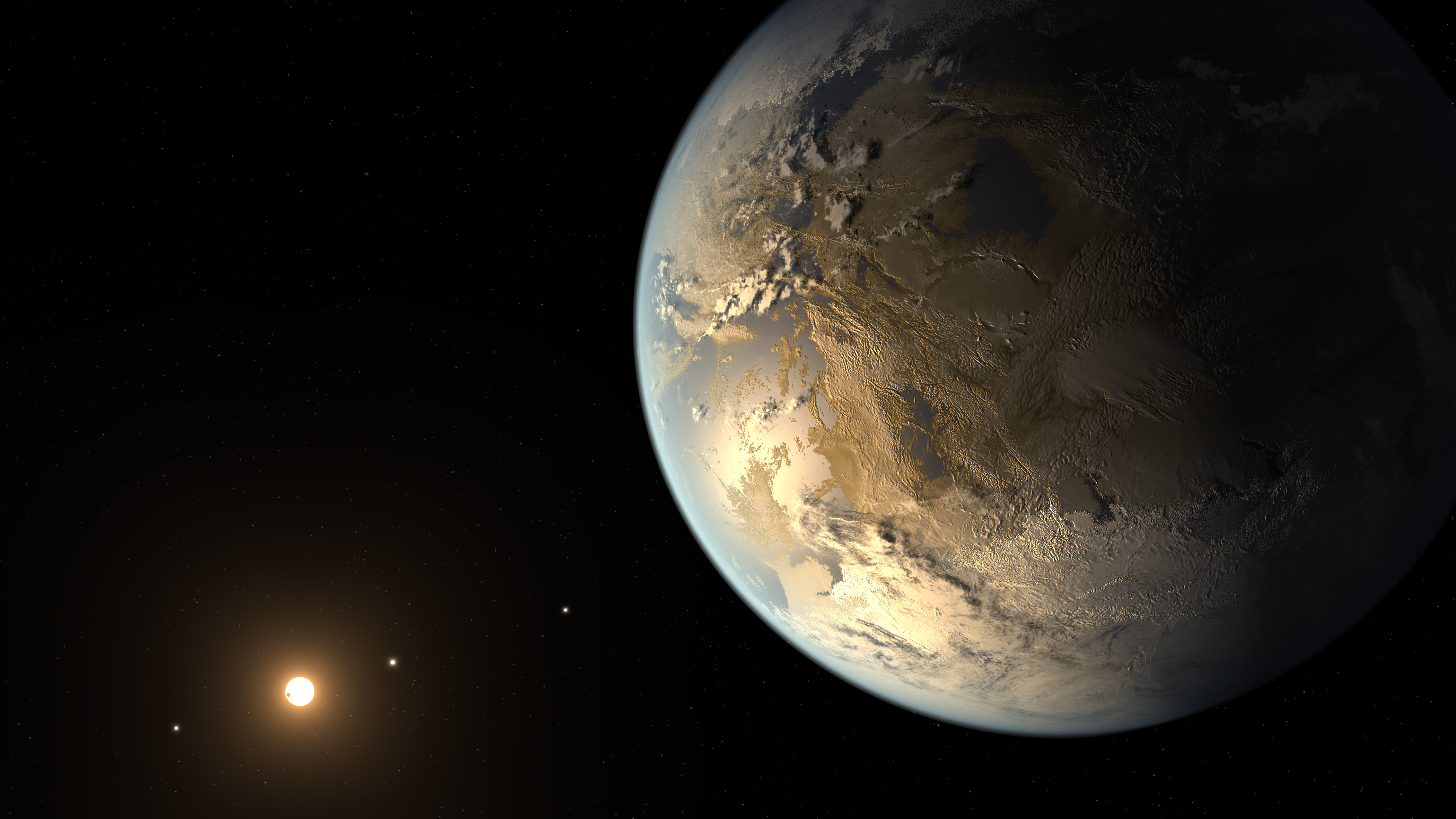
Художнє зображення Kepler-186f (на передньому плані) як скелястої планети, схожої на Землю, у зоні проживання, із системою Kepler-186, видимою на задньому плані (внизу ліворуч). Фактичний вигляд екзопланети наразі невідомі.

Kepler-186 — червоний карлик класу M1 головної послідовності, розташований на відстані 151 ± 18 парсеків (493 ± 59 світлових років) у сузір'ї Лебедя.
Зоря трохи холодніше, ніж Сонце, приблизно в половину його металічності. Це змінна зоря типу BY Дракона, її яскравість трохи змінюється, ймовірно через зоряні плями з періодом 33,7 днів.
Навколо зорі обертаються п'ять планет. Зоря має ще чотири інші планети, виявлені до теперішнього часу: Kepler-186b, Kepler-186c, Kepler-186d і Kepler-186e розташовуються дуже близько до зорі, і на них занадто висока температура, щоб можна було знайти рідку воду.

## Придатність до життя
Те, що планета Kepler-186f знаходиться в зоні населеності, ще не гарантує її придатність для життя, оскільки це залежить від її атмосферних властивостей, які наразі невідомі . Через значну віддаленість Kepler-186f аналіз її атмосфери неможливий за допомогою сучасних телескопів (наприклад, NESSI) або навіть новітніх інструментів, таких як космічний телескоп Джеймса Вебба. Спрощена модель клімату, яка передбачає, що летючі речовини на планеті представлені лише азотом, вуглекислим газом і водою, без врахування хмар, вказує, що температура її поверхні може перевищувати 273 K (0 °C), якщо атмосферний тиск CO₂ становить від 0,5 до 5 бар залежно від парціального тиску N₂, який варіюється між 10 бар і нулем.

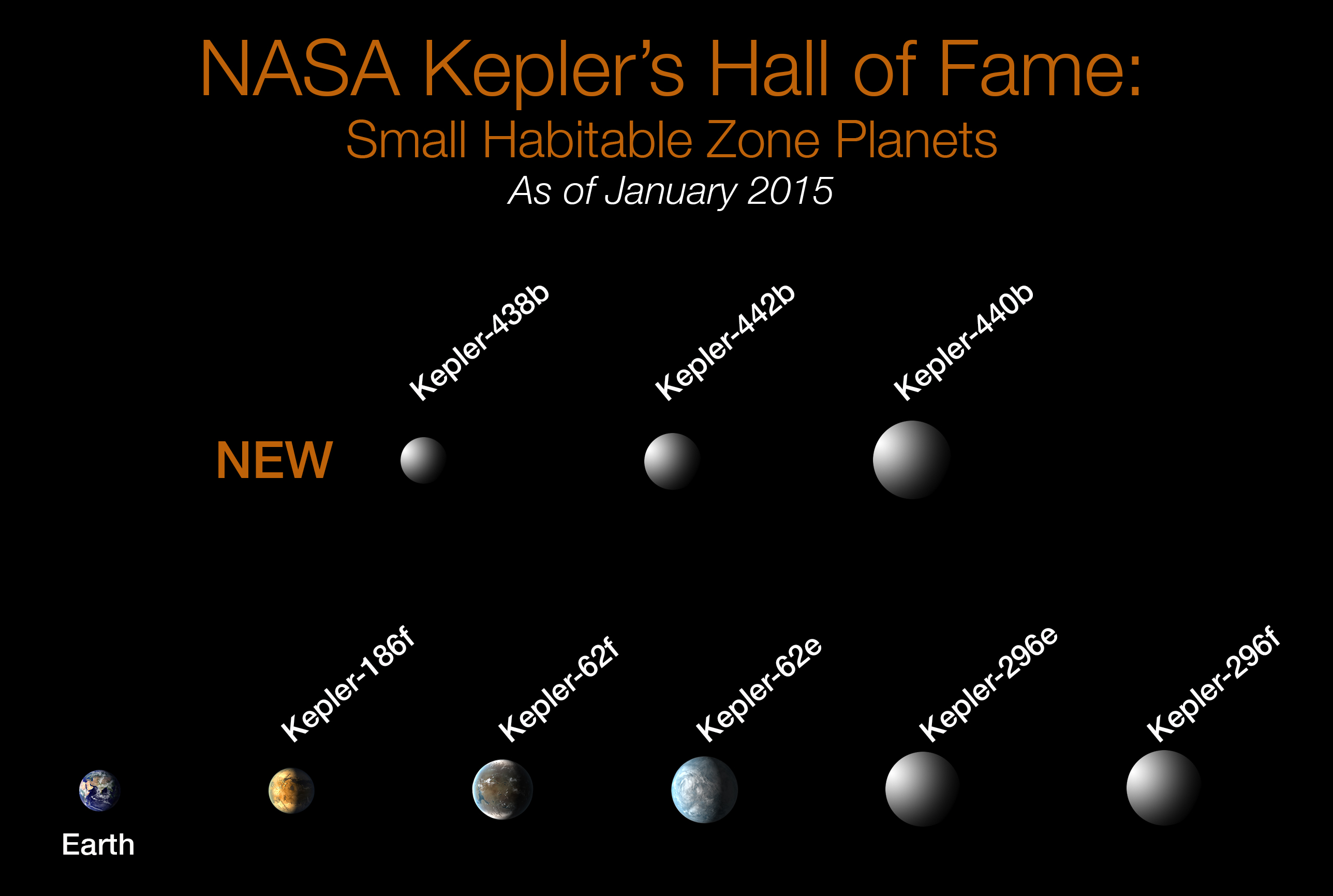
Підтверджені малі екзопланети в населених зонах. (Kepler-62e, Kepler-62f, Kepler-186f, Kepler-296e, Kepler-296f, Kepler-438b, Kepler-440b, Kepler-442b) (Космічний телескоп Кеплер; 6 січня 2015)

Зоря Kepler-186 має чотири інші виявлені планети: Kepler-186 b, c, d та e (у порядку збільшення відстані від зірки). Оскільки ці планети розташовані занадто близько до зорі, вони вважаються занадто гарячими для існування рідкої води. Вірогідно, ці чотири внутрішні планети припливно заблоковані, тоді як Kepler-186f перебуває на віддаленішій орбіті, де припливні ефекти зорі значно слабші, тому, ймовірно, її обертання не встигло сильно сповільнитися. Через повільний процес еволюції червоних карликів точний вік системи Kepler-186 визначити складно, але він, імовірно, перевищує кілька мільярдів років . За новішими даними, вік становить приблизно 4 мільярди років. Ймовірність припливного блокування планети оцінюється у 50% .
Через близьке розташування до зорі порівняно із Землею планета, ймовірно, обертається значно повільніше, її день може тривати від кількох тижнів до місяців. Нахил осі Kepler-186f, ймовірно, мінімальний, а тому планета не мала б сезонів, спричинених нахилом, як на Землі. Її орбіта, за припущеннями, майже кругова, що виключає сезонні зміни через ексцентриситет, як у Марса. Однак осьовий нахил може становити приблизно 23 градуси, якщо між Kepler-186f і Kepler-186e знаходиться інша, ще не виявлена, планета. Моделювання формування планет свідчить, що існування хоча б однієї додаткової планети в цьому регіоні є ймовірним. Якщо така планета існує, її маса не може бути значно більшою за земну, оскільки це призвело б до нестабільності орбіти.
В оглядовій статті 2015 року було зроблено висновок, що Kepler-186f разом із Kepler-442b та Kepler-62f є найкращими кандидатами на потенційно придатні для життя планети. У червні 2018 року дослідження вказали на можливість існування на Kepler-186f сезонів та клімату, подібних до земних.

Програма дослідження екзопланет NASA постер подорожі для Kepler-186f «Kepler-186f – Де трава завжди червоніша з іншого боку»

## Дослідження
Kepler-186f знаходиться на відстані приблизно 580 світлових років, а його материнська зоря є надто тьмяною, щоб сучасні телескопи чи заплановані телескопи нового покоління могли визначити масу планети або наявність атмосфери. Проте факт відкриття Kepler-186f підтверджує існування інших планет розміром із Землю в населених зонах. Космічний телескоп «Кеплер» досліджував лише невелику ділянку неба, тоді як новітні телескопи, такі як TESS та CHEOPS, будуть аналізувати найближчі зорі по всьому небесному простору. Далі космічний телескоп Джеймса Вебба та майбутні великі наземні телескопи зможуть досліджувати сусідні зірки з планетами, аналізуючи їх атмосферу, визначаючи масу та склад. Крім того, квадратний кілометровий масив значно покращить можливості радіоспостережень в обсерваторії Аресібо та телескопі Грін-Бенк.

## Місце в культурі

Обкладинка диску відеогри Civilization: Beyond Earth

Kepler-186f разом із п’ятьма іншими екзопланетами був включений до додаткового контенту (DLC) "Екзопланети" для гри Civilization: Beyond Earth як ігрова карта. Голландський рок-гурт The Hubschrauber назвав свій альбом 2017 року "Kepler-186f" на честь цієї екзопланети . У оповіданні "Зірки" Дрю Гейдена Тейлора Kepler-186f описується як місце майбутньої земної колонії. У другому сезоні перезапуску Animaniacs 2020 року Kepler-186f, а також Pegasi 51b і вигаданий WB-1 згадуються у пісні "Велика ідея Якко". У 12 сезоні серіалу "Теорія великого вибуху" в епізоді "Подружня конфігурація" Kepler-186f з'являється на плакаті в офісі Ніла де Грасса Тайсона.